# Katalog (system plików)

Przykład ikony katalogu

Katalog (ang. directory, catalog) – logiczna struktura organizacji danych na nośnikach danych. Katalog może zawierać pliki i kolejne katalogi. Można powiedzieć, że katalog to pojemnik na pliki (lub inne katalogi), pozwalający je katalogować, zamiast składować bezpośrednio w katalogu głównym systemu plików.
W systemach operacyjnych z graficznym interfejsem użytkownika katalog bywa różnie przedstawiany – w Workbenchu (AmigaOS) jako szuflada, w Microsoft Windows jako teczka. W Windows 95 dotychczasowe katalogi wraz z oknami je wyświetlającymi zyskały wiele nowych cech, np. wyświetlanie w oknie folderu strony internetowej, tapety i innych. Nazwa folder jest również używana w środowisku GNOME. 

## Różnice między katalogiem a folderem
Katalog jest nieodłącznie związany z systemem plików i jest on fizycznie przechowywany na dysku. Folder natomiast może być wirtualny i istnieć tylko w obrębie danego systemu operacyjnego. Przykładami folderów w systemie Windows są okno Mój komputer czy Panel sterowania, które jednak nie istnieją na dysku, lecz jedynie w systemowym rejestrze. Ponadto jeden plik może być przechowywany tylko w jednym katalogu, ale już w kilku różnych folderach jednocześnie.
Czasami nazwą „folder” lub „katalog” jest określany pojedynczy plik zawierający inne pliki, w szczególności wiadomości internetowe (poczty elektronicznej lub grup dyskusyjnych).
Foldery umożliwiają uporządkowanie informacji zapisanych w plikach na dysku, ich tematyczne pogrupowanie oraz oddzielenie plików powstałych w różnych aplikacjach.